# Urbersdorf
Urbersdorf (ungarisch Orbánfalu) ist eine Ortschaft und Katastralgemeinde der Stadtgemeinde Güssing im Bezirk Güssing im Burgenland in Österreich.

## Bevölkerungsentwicklung
Der Ort hat 228 Einwohner (Stand 1. Jänner 2015).

## Kultur und Sehenswürdigkeiten

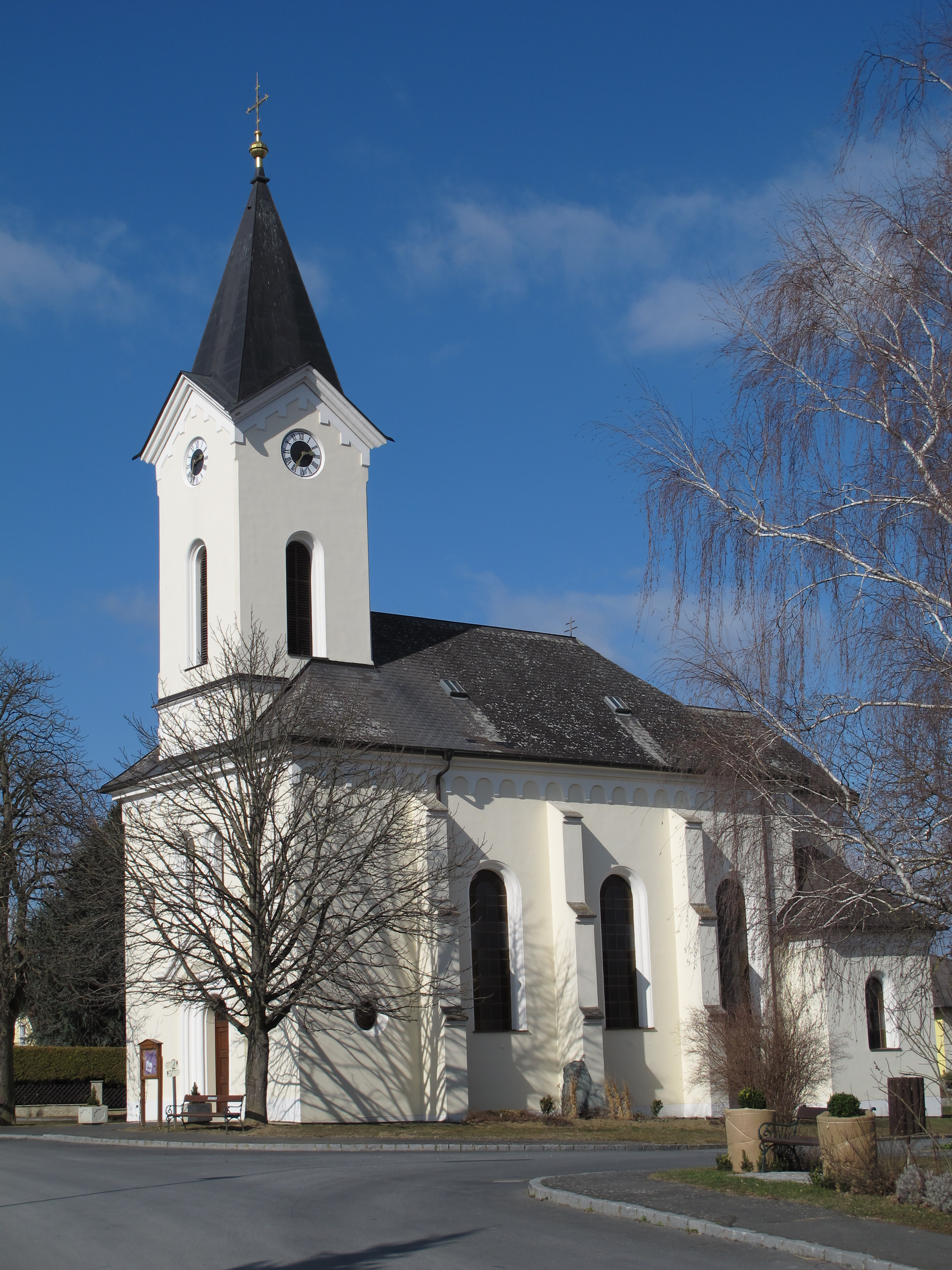
Kirche Urbersdorf

- Beliebtes Ausflugsziel ist der seit 1978 bestehende Clusius Naturlehrpfad rund um den Urbersdorfer Stausee – mitten im südburgenländischen Naturpark Weinidylle. Entlang des Pfades erklären 12 handbemalte, naturkundliche Tafeln auf kindgerechte Art Interessantes über die Natur und ihre Nutzung durch den Menschen. 1999 wurde der Lehrpfad neu adaptiert und wieder eröffnet. Der Pfad ist ca. 2,5 km lang, Ausgangs- und Endpunkt ist beim Urbersdorfer Stausee.[3]

## Vereine
- Ortsweinbauverein Urbersdorf: Der Ortsweinbauverein wurde im September 1976 gegründet und hat den Zweck, die Interessen des Weinbaues im Gebiet des Ortsvereines wahrzunehmen und mit Berücksichtigung der örtlichen Verhältnisse bestmöglich zu fördern. Im Jahr 2003 errichtete der Weinbauverein gemeinsam mit dem Verschönerungsverein an der Ortseinfahrt an der B 56 eine historische Weinpresse aus dem Jahre 1755. In ungezählten Arbeitsstunden wurde die Weinpresse (...) restauriert und neu aufgestellt.[4] Die Weingärten der Urbersdorfer Weinbauern liegen in den Rieden der Nachbarortschaften Glasing, Sumetendorf und Strem und umfassen mit 9,5 ha eines der kleinsten Anbaugebiete Österreichs. Blaufränkisch, Welschriesling, Zweigelt und Uhudler werden zum größten Teil "ab Hof an die Kunden verkauft. Historische Angaben sind bei P. Gratian Leser in der Güssinger Zeitung zu lesen, dass bereits um 1750 die Einwohner von Urbersdorf am Stremer, meistenteils aber am Sumetendorfer und Glasinger Gebiet Weingärten hatten. 1893 verwüstete die Reblaus die Weingärten, die Urbersdorfer pflanzten jedoch wieder neue Weinstöcke.[5] "In den Weinkellern verbrachten die Alten bei Fleisch und Wein ihre besten Zeiten. Hier vergaßen Sie Kummer und Sorgen, hier stärkten sie ihre ermatteten Glieder, hier fassten sie neuen Mut zur weiteren Arbeit und begaben sich bei Anbruch der Nacht in erheiterter Stimmung mit einigen Flaschen im Tornister in ihr Heim"[6]

- Verschönerungsverein Urbersdorf: Am 27. März 1978 wurde der Fremdenverkehrs- und Verschönerungsverein Urbersdorf gegründet. Der Zweck des Vereines besteht in der Pflege und Erweiterung des Fremdenverkehrs im Vereinsgebiet durch zeitgemäße Werbung und allmähliche Ausgestaltung der dem Fremdenverkehr dienenden Einrichtung und Anlagen, sowie in der Verschönerung des Ortes und der für den Fremdenverkehr in Betracht kommenden näheren Umgebung durch eigene Tätigkeit und durch entsprechende Einflussnahme auf die Ortseinwohner.[7]